# Odonteus filicornis
Odonteus filicornis är en skalbaggsart som beskrevs av Thomas Say 1823. Odonteus filicornis ingår i släktet Odonteus och familjen Bolboceratidae. Inga underarter finns listade i Catalogue of Life.